# 2015 DR215
2015 DR215とは、地球の軌道よりも内側に軌道が存在するアティラ群の地球近傍小惑星である。これは、2015年2月18日にハワイのマウイ島に位置するハレアカラ天文台でのパンスターズ1の観測によって発見された。2015 DR215の直径は約200 m (660 ft)で、地球から0.05天文単位 (7.5×106 km; 4.6×106 mi)以内に接近し、潜在的に危険な小惑星として分類されている。2022年3月11日、地球から0.045天文単位 (6.7×106 km; 4.2×106 mi)の距離で接近し、南天半球を横切って見かけの等級17に達した。

## 発見
2015 DR215は、2015年2月18日に、ハワイのマウイ島にあるハレアカラ天文台でのパンスターズ1観測によって発見された。最初に観測されたときの見かけの等級は20.7で、黄道の28度下の南の空にあり、太陽から76度の角距離（離角）を持っていた。マウナケア天文台とセロ・トロロ汎米天文台からのフォローアップ観測が行われ、2015年3月2日に小惑星センターによって発見が公表されるまで12日間の観測弧を持っていた。
2016年3月5日、2015 DR215は、ESA Optical Ground Stationによって見かけの等級19で太陽との離角が56度未満で再観測された。2016年3月の予測位置から約0.5度離れていることが観測された。この観測により、2015 DR215の軌道の不確定性が大幅に減少し、その不確定パラメータが9から3に減少した。
2022年の時点で、2015 DR215は7年以上にわたって観測されており、不確定パラメータ0で軌道が明確に決定されている。

## 分類
2015 DR215は、完全に地球の軌道より内側を公転している少数のアティラ群小惑星の1つである。Bus–DeMeo分類の2015 DR215の小惑星のスペクトル分類はSrであり、岩石の多い構成を示している。